# Arnošt František z Waldstein-Wartenbergu
Arnošt Antonín František hrabě z Waldstein-Wartenbergu, případně z Valdštejna-Vartenberka, také uváděn jako Arnošt František (10. října 1821 Praha – 1. srpna 1904 Praha) byl český šlechtic z mnichovohradišťské linie rodu Valdštejnů.

## Původ

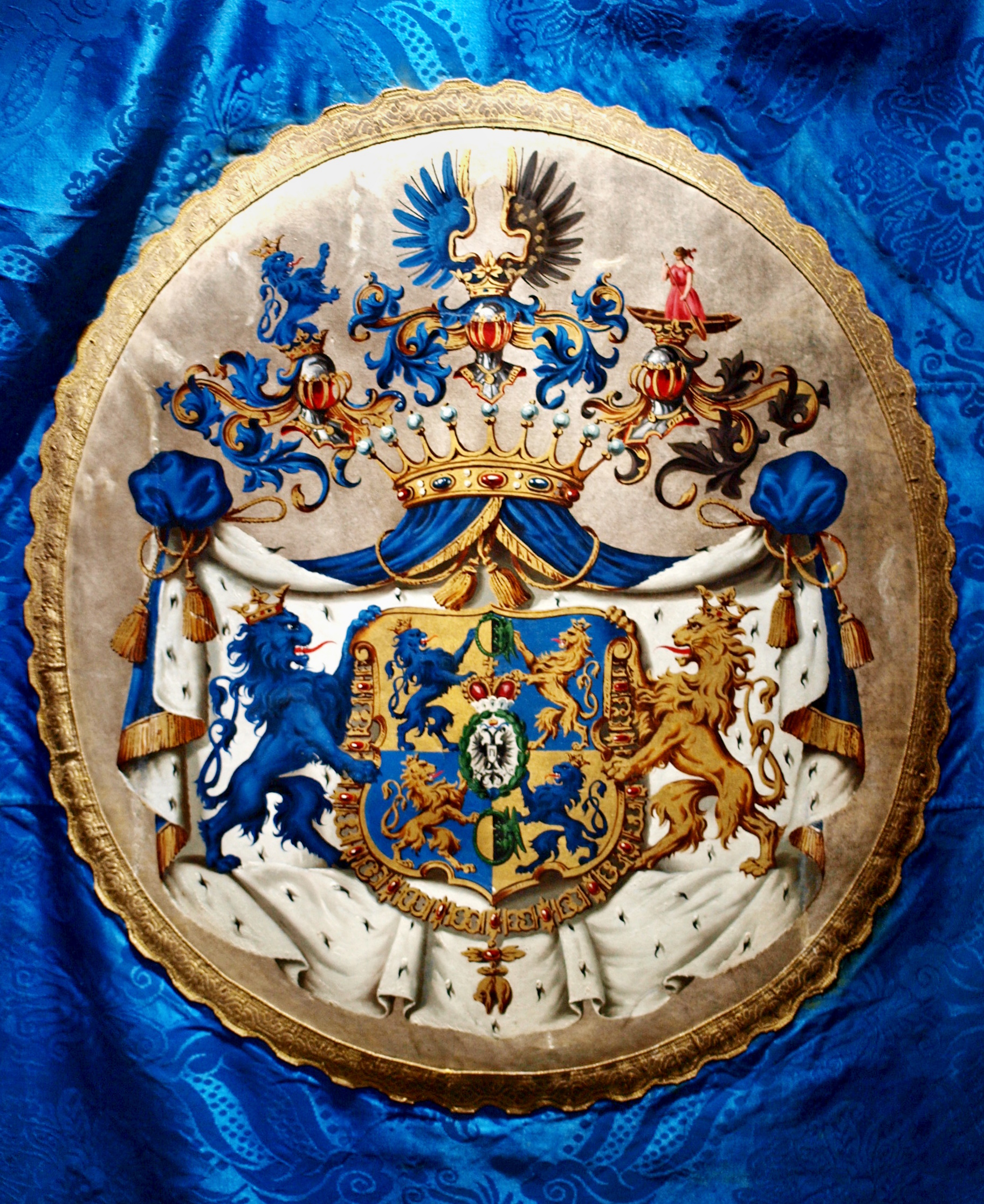
Erb Valdštejnů-Vartenberků

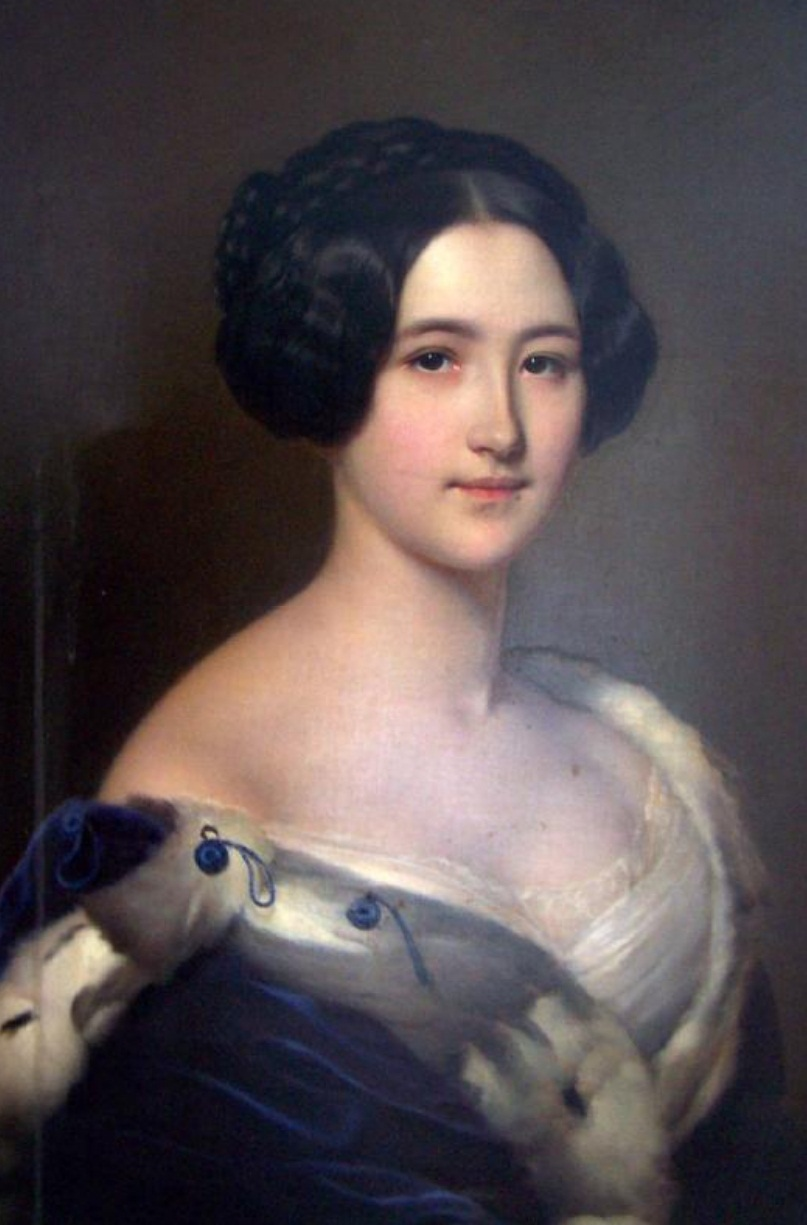
První manželka Anna Maria, rozená princezna ze Schwarzenbergu

Narodil se v roce 1821 v Praze Kristiánu Vincenci Arnoštovi z Valdštejna-Vartenberka (1794–1858), který působil mimo jiné jako prezident Společnosti Českého muzea, a jeho choti Marii Františce Thun-Hohensteinové (1793–1861). Jeho mladší bratr Josef Arnošt (1824–1903) působil v armádě, po odchodu na odpočinek byl jmenován čestným polním podmaršálkem. V roce 1876 mu bylo postoupeno právo na seniorátní panství Třebíč.

## Život
Studoval práva a filozofii na Univerzitě Karlově. Svou kariéru začal jako voják v regimentu husarů Františka Jáchyma z Lichtenštejna, kde dosáhl hodnosti rytmistra, později byl jmenován čestným majorem (1862). Pochopil hospodářské proměny moderní doby, v roce 1852 opustil armádu a zařadil se mezi přední podnikatele v zemědělství a lesnictví v Čechách.
V roce 1845 byl jmenován c. k. komořím, v roce 1867 se stal c. k. tajným radou. V letech 1861–1866 a 1867–1869 byl poslancem českého zemského sněmu, mezitím byl jmenován také dědičným členem rakouské panské sněmovny (1861). Podporoval centralizační úsilí liberálních rakouských a rakousko-uherských vlád.
Hojně podporoval výstavbu nových komunikací (silnic, železnic). Stál například u založení České severní dráhy, jež se později stala důležitou železniční společností v Rakousku-Uhersku. V roce 1867 mu císař František Josef I. udělil rakouský Řád zlatého rouna (č. 1009). V letech 1871–1884 byl 5. prezidentem (předsedou) Jednoty pro zvelebení hudby v Čechách, která finančně podporovala Pražskou konzervatoř. Dobře střílel a byl čestným hejtmanem pražských ostrostřelců.

## Majetek

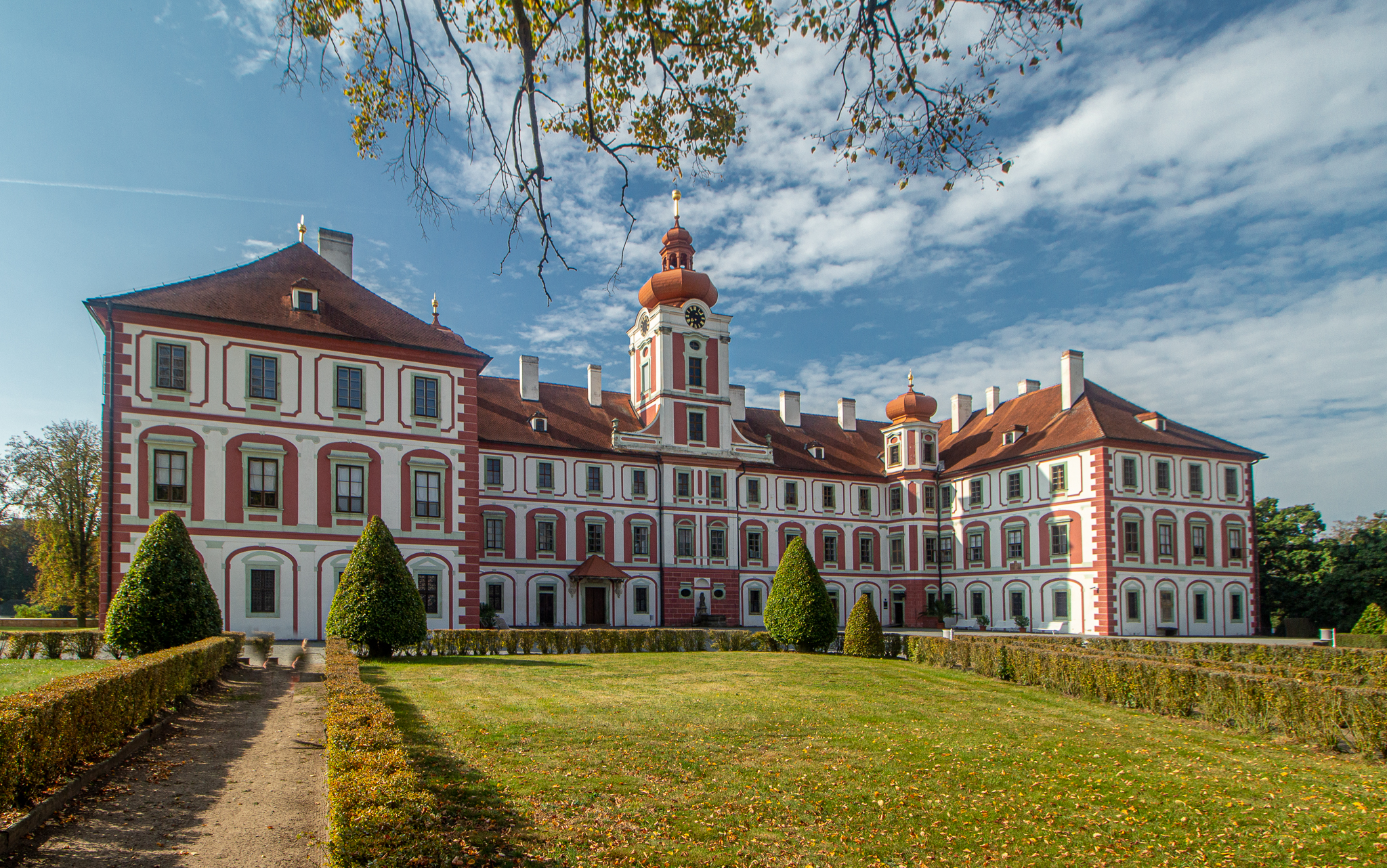
Zámek Mnichovo Hradiště

Po svatbě mu otec postoupil Šťáhlavy a Chocenice, novomanželé tehdy sídlili na zámku Kozel.
Vlastnil majorát Mnichovo Hradiště, Bělou, Doksy, Šťáhlavy a byl také uherským magnátem, protože i v Uhrách držel statky.
K 31. 12. 1869 byl pátým největším pozemkovým vlastníkem v Čechách. Po otci zdědil železárnu v Sedlci na Plzeňsku, sém také zakládal železářské podniky, zvláště na Šťáhlavsku.

## Rodina
Jeho první manželkou se 14. května 1848 v Praze stala osmnáctiletá princezna Anna Marie ze Schwarzenbergu (20. 2. 1830 Praha – 11. 2. 1849 Praha), dcera Karla II. knížete ze Schwarzenbergu (1802–1858) z orlické větve rodu a jeho manželky Josefiny Marie Wratislavové z Mitrowicz (1802–1881), která sloužila dva roky jako dvorní dáma císařovny. Po devítiměsíčním manželství se narodil syn Arnošt Karel (4. 2. 1849 Praha – 27. 6. 1913 Brioni). Po jeho porodu Anna v šestinedělí zemřela.
Dva roky poté 23. června 1851 se ve Vídni Arnošt oženil podruhé: Marie Leopoldina ze Schwarzenbergu (2. 11. 1833 Vídeň – 8. 2. 1909 Praha) byla dcerou knížete Jana Adolfa II. ze Schwarzenbergu (1799–1888) a jeho manželky Eleonory z Liechtensteinu (1812–1873). Pocházela také z rodu Schwarzenbergů, avšak z primogeniturní krumlovské rodové linie. Marie mu porodila šest dětí.
Arnošt Antonín z Valdštejna zemřel 1. srpna 1904 ve Valdštejnském paláci v Praze a o tři dny později byl pochován do rodinné hrobky v Mnichově Hradišti. Tam byla také už 15. února 1849 pohřbena jeho první manželka a 12. února 1909 i jeho druhá choť.

### Potomci
I. manželství:
- 1. Arnošt Karel (4. 2. 1849 Praha – 27. 6. 1913 Brioni)
  - 1. ⚭ (18. 5. 1873 Praha) Františka Johanna z Thun-Hohensteinu (3. 8. 1852 – 24. 7. 1894)
  - 2. ⚭ (7. 11. 1898 Vídeň) Josefína z Rumerskirchu (4. 9. 1848 Církvice – 28. 11. 1901 Praha)
  - 3. ⚭ (1. 2. 1904 Praha) Marie z Rumerskirchu (31. 1. 1852 Olomouc – 30. 12. 1955 Praha)

II. manželství:
- 2. Anna Eleonora (11. 7. 1853 – 12. 4. 1903 Praha)
- 3. Marie Karolína (14. 8. 1854 – 4. 9. 1934), dvorní dáma korunní princezny Štěpánky, pak představená kongregace sester Nejsvětějšího srdce Ježíšova – Riedenburg
- 4. Gabriela Ida (19. 8. 1857 Hluboká nad Vltavou – 28. 10. 1948 Schwaigern)
  - ⚭ (30. 6. 1880 Praha) Reinhard z Neippergu (30. 7. 1856 Hořín – 15. 1. 1919 Schwaigern)
- 5. Kristiana Alžběta (12. 6. 1859 Doksy – 6. 8. 1935 Doksy)
  - ⚭ (3. 3. 1878 Praha) Josef Osvald II. z Thun–Hohenstein-Salm-Reiffersheidtu (14. 12. 1849 Žehušice – 21. 10. 1913 Vídeň)
- 6. Karel (4. 6. 1861 Doksy nebo Praha[15] – 3. 7. 1884), c. k . poručík dragounů
- 7. Adolf Arnošt (27. 12. 1868 Praha – 20. 6. 1930 Doksy)
  - ⚭ (29. 4. 1895 Vídeň) Sofie z Hoyos-Sprinzensteinu (14. 9. 1874 Horn – 24. 3. 1922 Doksy)